# Vikash Dhorasoo
Vikash Dhorasoo (Telugu: :వికాష్ దొరసూ) (Harfleur, 10. listopada 1973.) je francuski umirovljeni nogometaš. 